# Heliophanus koktas
Heliophanus koktas este o specie de păianjeni din genul Heliophanus, familia Salticidae, descrisă de Dmitri Viktorovich Logunov în anul 1992. Conform Catalogue of Life specia Heliophanus koktas nu are subspecii cunoscute.